# Grand Prix Formule 1 van Frankrijk 1991

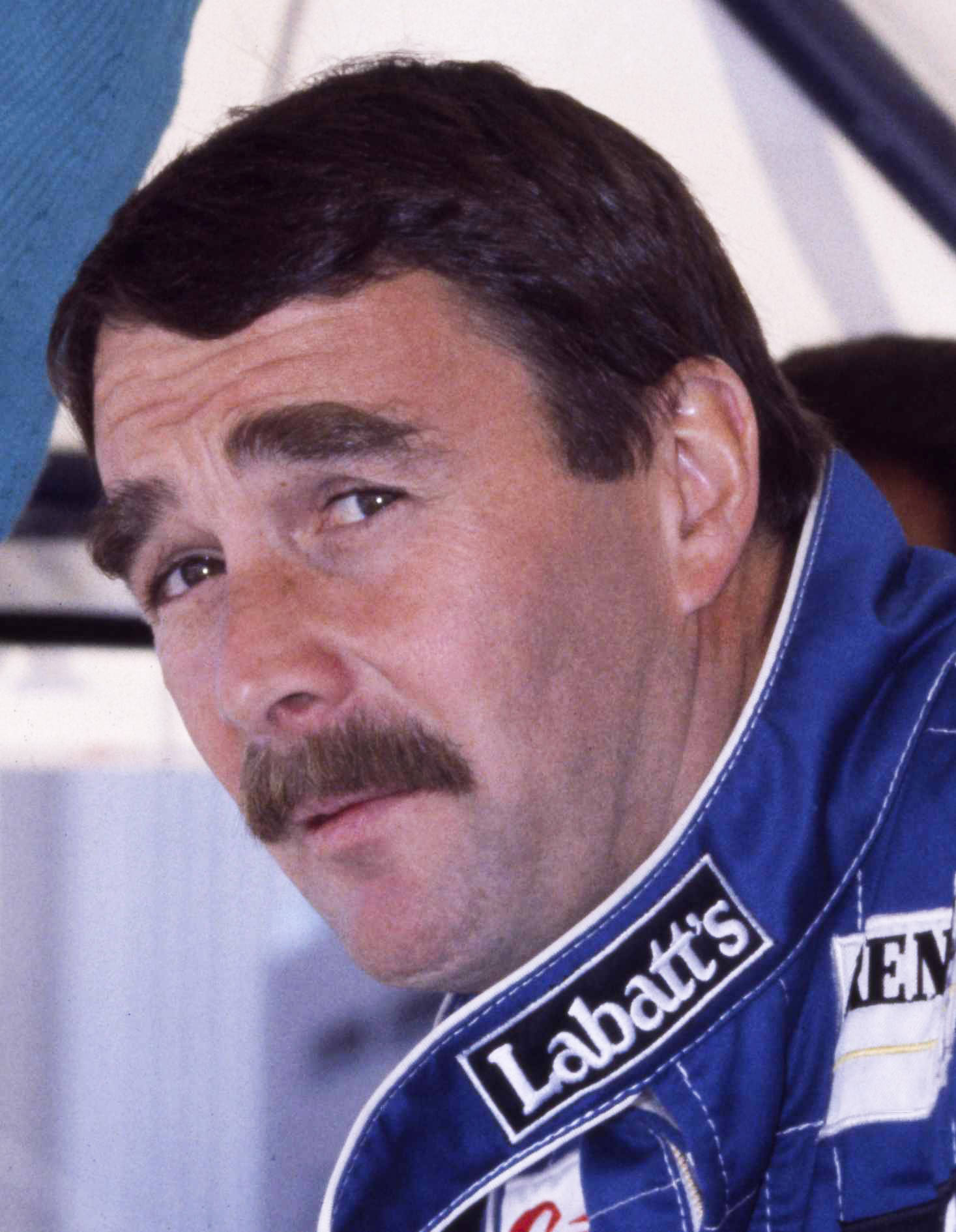
Na de eerdere winst van Riccardo Patrese in Mexico was nu de beurt aan Nigel Mansell, die er in Frankrijk met zijn Williams-Renault geen gras over liet groeien en afgetekend won.

De Grand Prix Formule 1 van Frankrijk 1991 werd gehouden op 7 juli 1991 op Magny-Cours.

## Uitslag
| Positie | Nummer | Rijder             | Team                          | Ronden | Tijd/Opgave     | Startplaats | Punten |
| ------- | ------ | ------------------ | ----------------------------- | ------ | --------------- | ----------- | ------ |
| 1       | 5      | Nigel Mansell      | Williams-Renault              | 72     | 1:38:00.056     | 4           | 10     |
| 2       | 27     | Alain Prost        | Ferrari                       | 72     | + 5.003         | 2           | 6      |
| 3       | 1      | Ayrton Senna       | McLaren-Honda                 | 72     | + 34.934        | 3           | 4      |
| 4       | 28     | Jean Alesi         | Ferrari                       | 72     | + 35.920        | 6           | 3      |
| 5       | 6      | Riccardo Patrese   | Williams-Renault              | 71     | + 1 Ronde       | 1           | 2      |
| 6       | 33     | Andrea de Cesaris  | Jordan-Ford                   | 71     | + 1 Ronde       | 13          | 1      |
| 7       | 15     | Mauricio Gugelmin  | Leyton House-Ilmor            | 70     | + 2 Rondes      | 9           |        |
| 8       | 20     | Nelson Piquet      | Benetton-Ford                 | 70     | + 2 Rondes      | 7           |        |
| 9       | 23     | Pierluigi Martini  | Minardi-Ferrari               | 70     | + 2 Rondes      | 12          |        |
| 10      | 12     | Johnny Herbert     | Lotus-Judd                    | 70     | + 2 Rondes      | 20          |        |
| 11      | 26     | Érik Comas         | Ligier-Lamborghini            | 70     | + 2 Rondes      | 14          |        |
| 12      | 25     | Thierry Boutsen    | Ligier-Lamborghini            | 69     | + 3 Rondes      | 16          |        |
| NF      | 19     | Roberto Moreno     | Benetton-Ford                 | 63     | Fysiek          | 8           |        |
| NF      | 4      | Stefano Modena     | Tyrrell-Honda                 | 57     | Versnellingsbak | 11          |        |
| NF      | 14     | Olivier Grouillard | Fondmetal-Ford                | 47     | Olielek         | 21          |        |
| NF      | 29     | Eric Bernard       | Lola-Ford                     | 43     | Transmissie     | 23          |        |
| NF      | 22     | Jyrki Järvilehto   | Dallara-Judd                  | 39     | Banden          | 26          |        |
| NF      | 8      | Mark Blundell      | Brabham-Yamaha                | 36     | Spin            | 17          |        |
| NF      | 30     | Aguri Suzuki       | Lola-Ford                     | 32     | Transmissie     | 22          |        |
| NF      | 9      | Michele Alboreto   | Arrows-Ford                   | 31     | Versnellingsbak | 25          |        |
| NF      | 7      | Martin Brundle     | Brabham-Yamaha                | 21     | Versnellingsbak | 24          |        |
| NF      | 3      | Satoru Nakajima    | Tyrrell-Honda                 | 12     | Spin            | 18          |        |
| NF      | 24     | Gianni Morbidelli  | Minardi-Ferrari               | 8      | Botsing         | 10          |        |
| NF      | 16     | Ivan Capelli       | Leyton House-Ilmor            | 7      | Spin            | 15          |        |
| NF      | 2      | Gerhard Berger     | McLaren-Honda                 | 6      | Motor           | 5           |        |
| NF      | 32     | Bertrand Gachot    | Jordan-Ford                   | 0      | Spin            | 19          |        |
| NQ      | 11     | Mika Häkkinen      | Lotus-Judd                    |        |                 |             |        |
| NQ      | 18     | Fabrizio Barbazza  | AGS-Ford                      |        |                 |             |        |
| NQ      | 17     | Gabriele Tarquini  | AGS-Ford                      |        |                 |             |        |
| NQ      | 10     | Stefan Johansson   | Arrows-Ford                   |        |                 |             |        |
| PQ      | 21     | Emanuele Pirro     | Dallara-Judd                  |        |                 |             |        |
| PQ      | 34     | Nicola Larini      | Modena Lamborgini-Lamborghini |        |                 |             |        |
| PQ      | 35     | Eric van de Poele  | Modena Lamborgini-Lamborghini |        |                 |             |        |
| PQ      | 31     | Pedro Chaves       | Coloni-Ford                   |        |                 |             |        |

## Wetenswaardigheden
- Het was de eerste Grand Prix op Magny Cours.
- Porsche verliet Footwork, het team moest noodgedwongen opnieuw met Ford-motoren gaan rijden.
- Het was de eerste overwinning van Mansell in 1991, de zeventiende uit zijn carrière. Hiermee brak hij het recordaantal overwinningen van een Britse rijder van Stirling Moss.

## Statistieken
| Pole-position | Riccardo Patrese | Williams-Renault | 1:14.559 |
| Snelste ronde | Nigel Mansell    | Williams-Renault | 1:19.168 |

1906 · 1907 · 1908 · 1912 · 1913 · 1914 · 1921 · 1922 · 1923 · 1924 · 1925 · 1926 · 1927 · 1928 · 1929 · 1930 · 1931 · 1932 · 1933 · 1934 · 1935 · 1936 · 1937 · 1938 · 1939 · 1947 · 1948 · 1949 · 1950 · 1951 · 1952 · 1953 · 1954 · 1956 · 1957 · 1958 · 1959 · 1960 · 1961 · 1962 · 1963 · 1964 · 1965 · 1966 · 1967 · 1968 · 1969 · 1970 · 1971 · 1972 · 1973 · 1974 · 1975 · 1976 · 1977 · 1978 · 1979 · 1980 · 1981 · 1982 · 1983 · 1984 · 1985 · 1986 · 1987 · 1988 · 1989 · 1990 · 1991 · 1992 · 1993 · 1994 · 1995 · 1996 · 1997 · 1998 · 1999 · 2000 · 2001 · 2002 · 2003 · 2004 · 2005 · 2006 · 2007 · 2008 · 2018 · 2019 · 2021 · 2022